# Yōko Yagi
Yōko Yagi (jap. 八木 洋子, Yagi Yōko; * 14. April 1980) ist eine ehemalige japanische Langstreckenläuferin.
2004 wurde sie Elfte bei der Japanischen Firmenmeisterschaft im Halbmarathon. 2005 wurde sie Vierte beim Matsue-Halbmarathon und Siebte beim Sapporo-Halbmarathon. Bei den Halbmarathon-Weltmeisterschaften in Edmonton kam sie auf den 14. Platz und gewann mit der japanischen Mannschaft Bronze.
Beim Miyazaki-Halbmarathon wurde sie 2006 Fünfte und 2007 Vierte. 2009 kam sie beim Nagano-Marathon auf den sechsten Platz.

## Persönliche Bestzeiten
- 10.000 m: 32:09,95 min, 17. Juni 2005, Utrecht
- Halbmarathon: 1:10:06 h, 6. Januar 2006, Miyazaki
- Marathon: 2:36:26 h, 19. April 2009,	Nagano